# Park Natury Górnego Dunaju

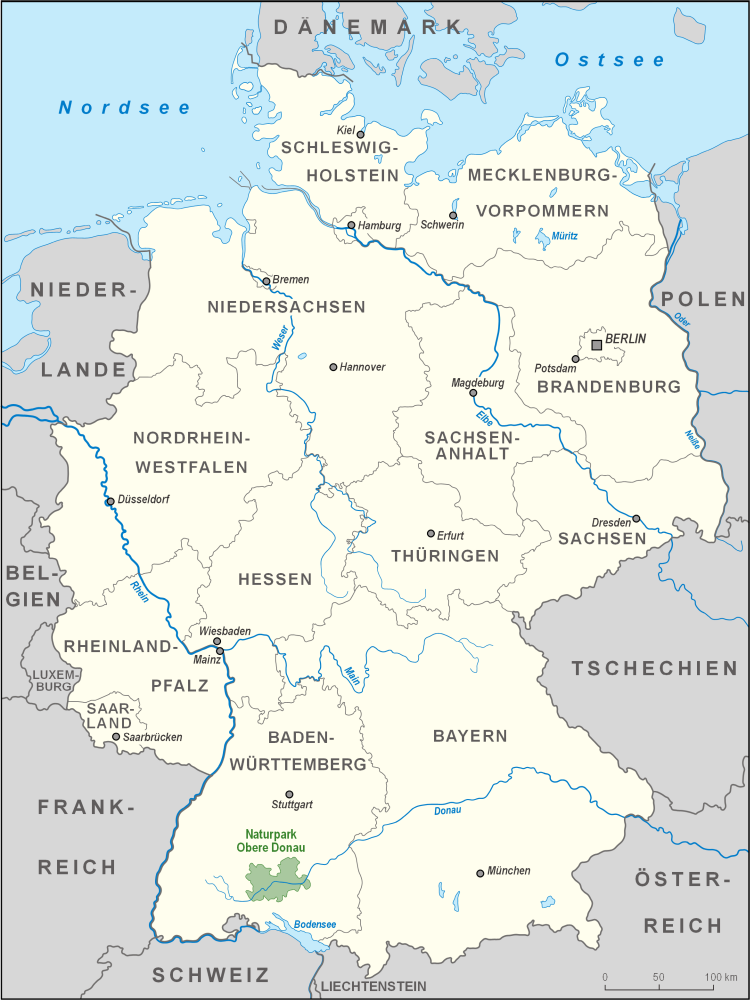
Lokalizacja parku

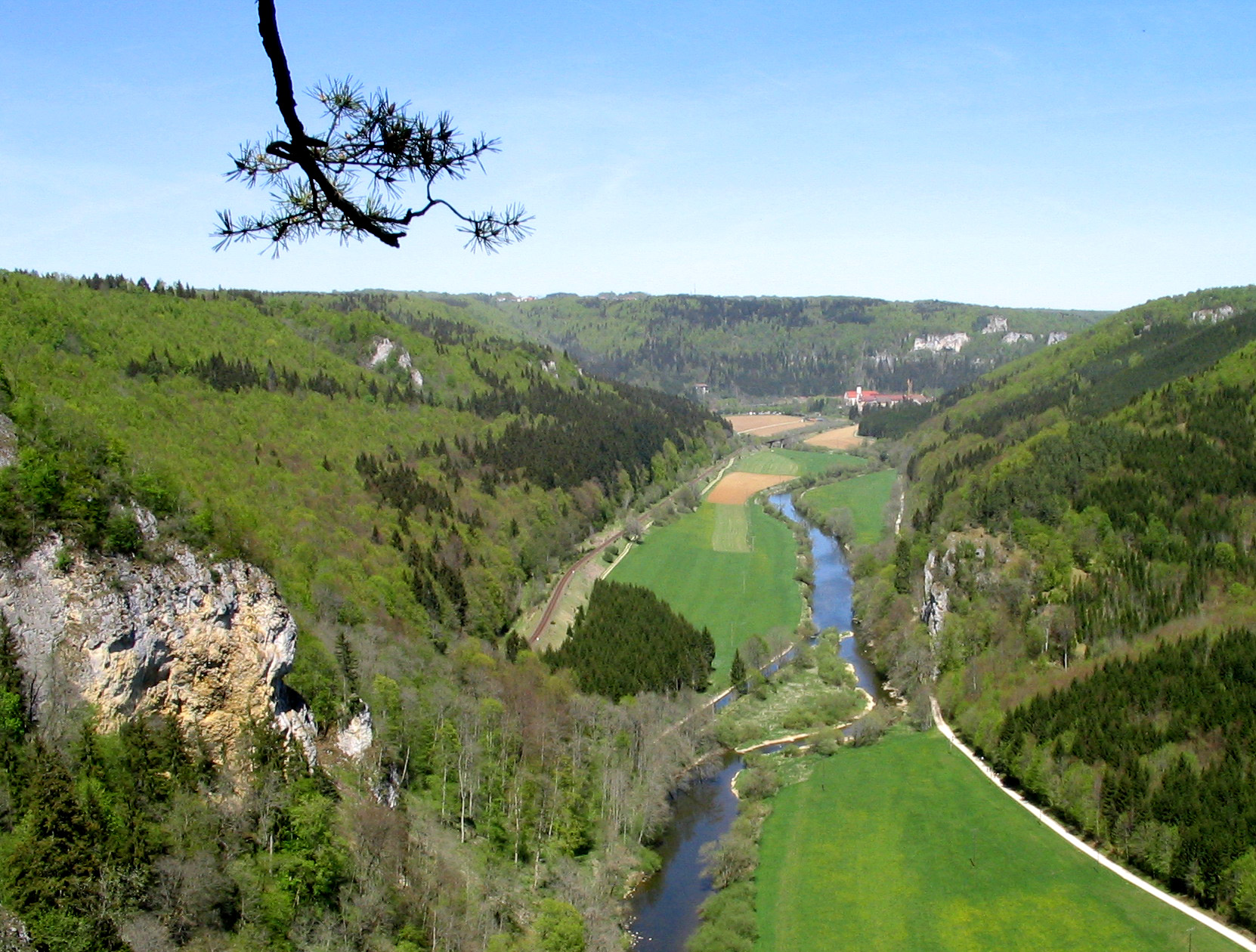
Widok na Dolinę Dunaju w kierunku Beuron

Park Natury Górnego Dunaju (niem. Naturpark Obere Donau) – park krajobrazowy położony w Niemczech, w południowej części Badenii-Wirtembergii i częściwo obejmujący obszar powiatów
Tuttlingen, Sigmaringen, Zollernalb i Biberach. Założony został 5 grudnia 1980. Jest jednym z siedmiu parków natury w Badenii-Wirtembergii. Jego powierzchnia wynosi 1496 km² wzdłuż Dunaju oraz jego dopływów Bära i Lauchert pomiędzy Geisingen i Herbertingen. Administrowany jest przez stowarzyszenie o tej samej nazwie z siedzibą w Beuron.

## Turystyka
Na terenie parku istnieją dwa szlaki rowerowe. Pierwszy prowadzi wzdłuż Dunaju i można nim dojechać aż do Wiednia, a drugi to Trasa Rowerowa Jury Szwabskiej łącząca Jezioro Bodeńskie z Nördlingen.